# Anton Huonder

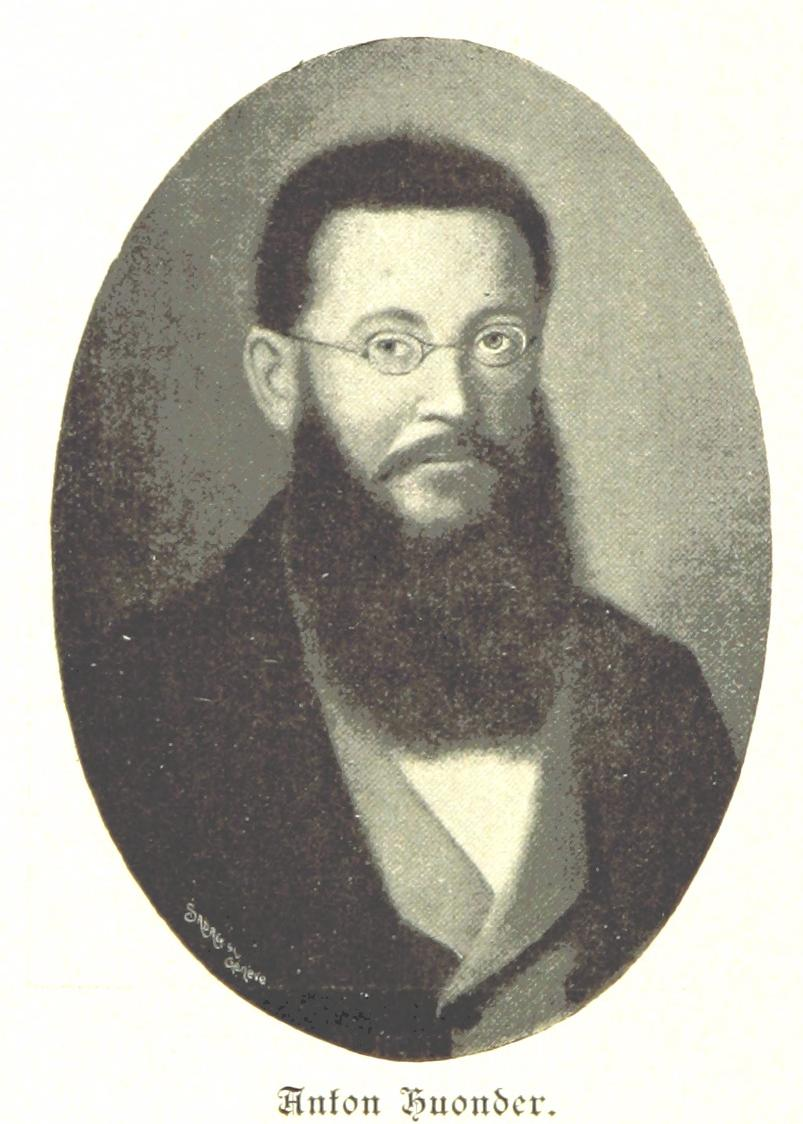
Anton Huonder.

Anton Huonder SJ (* 25. Dezember 1858 in Chur; † 23. August 1926 in Bonn) war ein schweizerischer katholischer Theologe und Schriftsteller.

## Leben
Anton Huonder war der Sohn des rätoromanischen Schriftstellers Gion Antoni Huonder. Er besuchte die Hofschule in Chur, danach von 1868 bis 1874 die von Benediktinern geleitete Klosterschule in Disentis und die Stiftsschule im Kloster Engelberg. 1875 legte er die Matura im österreichischen Feldkirch ab und trat anschließend in den Jesuitenorden ein. Da die Jesuiten damals in der Schweiz verboten und im Deutschen Reich infolge des Kulturkampfs starken Repressionen ausgesetzt waren, absolvierte Huonder sein Studium von 1875 bis 1891 an den Studienhäusern des Ordens im niederländischen Valkenburg und am englischen Ditton Hall College in Ditton bei Widnes, wo er 1888 zum Priester geweiht wurde. 
Nach einem mehrjährigen Amerikaaufenthalt kehrte er nach Europa zurück. Hier war er vor allem als Exerzitienleiter und Seelsorger für Priester tätig. Daneben veröffentlichte er eine Reihe von Abhandlungen zur Geschichte der katholischen Mission; er gehörte zudem der Redaktion der Zeitschrift „Die katholischen Missionen“ an, deren Chefredakteur er von 1901 bis 1912 und von 1916 bis 1918 war. Huonder war bekannt für seine kritische Einstellung zum vorherrschenden „Europäismus“ in der katholischen Mission seiner Zeit und setzte sich früh für die Förderung eines nationalen Klerus in den Missionsländern sowie die Anpassung des Katholizismus an die jeweiligen gesellschaftlichen
Gegebenheiten (sog. Akkommodation) ein. 
Anton Huonder verfasste neben Fachbüchern zur katholischen Mission und Beiträgen für Missionszeitschriften auch erzählende Werke für Kinder und Jugendliche, die meist in der von ihm betreuten Reihe „Aus fernen Landen“ erschienen. Seine Bücher wurden in mehr als ein Dutzend Sprachen übersetzt; einige wurden bis zu achtzehn Mal aufgelegt.

## Schriften

### Erzählungen für Kinder und Jugendliche
- Der Schwur des Huronenhäuptlings. Erzählung aus der älteren Missionsgeschichte Kanadas, Freiburg im Breisgau 1894
- Eine rote und eine weiße Rose. Die rote Rose: Abd'ul Masich, der junge Blutzeuge von Singara. Ein Blatt aus den Märtyrerakten des Morgenlandes. Die weisse Rose: Hadra, die kleine Bekennerin. Eine Erzählung aus Algier, Freiburg im Breisgau 1899
- Der „heilige Brunnen“ von Chitzen-Itza. Eine Erzählung aus Alt-Yukatan, Freiburg im Breisgau 1908
- Der Findling von Hongkong und andere Geschichten, Freiburg im Breisgau 1907
- Die Rache des Mercedariers. Eine Erzählung aus dem Mittelalter, Freiburg im Breisgau 1910
- Die Tasse des weißen Bonzen. Eine Erzählung aus Japan, Freiburg im Breisgau 1912
- Gill und Blas, oder: Mit Magellan um die Welt herum, Freiburg im Breisgau 1914

### Beiträge zur Missionsgeschichte und zur Missionstheologie
- Pastor Pfotenhauer und die „Erziehungsgrundsätze der Jesuiten“. Ein Beitrag zur Würdigung des Werkes „Die Missionen der Jesuiten in Paraguay“, Berlin 1896
- Deutsche Jesuitenmissionäre des 17. und 18. Jahrhunderts, Freiburg im Breisgau 1899
- Der einheimische Klerus in den Heidenländern, Freiburg im Breisgau 1909
- Die Missionspflicht der deutschen Katholiken, Freiburg im Breisgau 1909
- Die Mission auf der Kanzel und im Verein. Sammlung von Predigten, Vorträgen und Skizzen über die katholischen Missionen, Freiburg im Breisgau
  - Bd. 1 (1912)
  - Bd. 2 (1913)
  - Bd. 3 (1914)
- Der Verein der Glaubensverbreitung, Freiburg im Breisgau 1913
- Zur Geschichte des Missionstheaters, Aachen 1918
- Der chinesische Ritenstreit, Aachen 1921
- Der Europäismus im Missionsbetrieb, Aachen 1921
- Der hl. Ignatius von Loyola und der Missionsberuf der Gesellschaft Jesu, Aachen 1922
- Die Verdienste der katholischen Heidenmission um die Buchdruckerkunst in überseeischen Ländern vom 16.–18. Jahrhundert, Aachen 1923

### Biographien
- Bannerträger des Kreuzes. Lebensbilder katholischer Missionare, Freiburg im Breisgau
  - 1 (1913)
  - 2 (1915)
- Ignatius von Loyola, Köln 1932

### Religiöse Betrachtungen
- Zu Füßen des Meisters. Kurze Betrachtungen für vielbeschäftigte Priester, Freiburg im Breisgau
  - Bd. 1: Der Arbeitstag, 1913
  - Bd. 2: Die Leidensnacht, 1925
  - Bd. 3: Der Verklärungsmorgen, 1929
  - Bd. 4: Die Morgendämmerung, 1930

### Herausgeberschaft
- Olivier Louis Allaire CSSp: Unter den Schwarzen am Kongo (in der Reihe Missions-Bibliothek). Herder, Freiburg im Breisgau 1910.